# 에밀 헤스키
에밀 윌리엄 아이반호 헤스키(영어: Emile William Ivanhoe Heskey, 1978년 1월 11일 ~ )는 앤티가 바부다계 혈통의 잉글랜드 출신 전 프로 축구 선수이다. 포지션은 스트라이커지만 왼쪽 윙어에서도 뛸 수 있다.

## 국가대표 경력
헤스키는 1999년 국가대표팀에 데뷔했고, 1년 후에는 UEFA 유로 2000에 출전했다. 그러나 대표팀은 부진한 경기력으로 조별리그에서 탈락했다. 그리고 2년 후, 헤스키는 2002년 FIFA 월드컵에 출전했고 덴마크와의 16강전에서 3-0을 만드는 추가골을 넣었고, 1990년 이후 대표팀의 최고 성적인 8강 진출을 이끌었다.